# Arnoglossus arabicus
Arnoglossus arabicus es una especie de pez de la familia Bothidae en el orden de los Pleuronectiformes.

## Morfología
Pueden llegar alcanzar 10,5 cm de longitud total.

## Distribución geográfica
Se encuentra desde las  costas del Golfo de Adén hasta el sur de Omán.